# Берн, Дэвид (футболист, 1905)
Дэ́вид Берн (англ. David Byrne; 28 апреля 1905 — 1 мая 1990) — ирландский футболист, нападающий. Несмотря на небольшой рост, выступал на позиции нападающего и был «грозой вратарей» команд-соперников.

## Клубная карьера
Родился в Рингсенде, Дублин, в 1905 году. Стал младшим, одиннадцатым ребёнком в семье, из-за чего получил прозвище Babby («малыш»). В 1926 году начал профессиональную футбольную карьеру в клубе «Шемрок Роверс». В сезоне 1926/27 помог команде выиграть чемпионский титул, пройдя весь турнир без поражений, и стал лучшим бомбардиром команды в том сезоне, забив 17 мячей в 18 матчах.
Им заинтересовались в Англии, и в 1927 году Берн перешёл в «Брэдфорд Сити» из Третьего северного дивизиона. В сезоне 1927/28 он провёл за команду 3 матча в лиге и 1 в Кубке Англии, а по окончании сезона вернулся в Ирландию, став игроком «Шелбурна». В сезоне 1928/29 вновь стал чемпионом Ирландии, на этот раз в составе «Шелбурна». В 1929 году вернулся в «Шемрок Роверс». В последующие два сезона (1929/30 и 1930/31) он становился лучшим бомбардиром команды. В 1930 году помог «Шемроку» выиграть Кубок Ирландии, забив победный гол ударом головой на последней минуте финального матча против «Брайдвилля». По поводу этого гола было много споров впоследствии, так как Берн коснулся мяча рукой прежде чем отправить его в сетку ворот головой. В последующие два сезона Дэвид выиграл ещё два Кубка Ирландии (в 1931 и 1932 годах) и очередной чемпионский титул в сезоне 1931/32.
В октябре 1932 года вновь отправился в Англию, на этот раз в «Шеффилд Юнайтед». Не смог пробиться в основной состав, где позицию центрфорварда занимал другой ирландец Джимми Данн, и вскоре вернулся в «Шемрок Роверс». В 1933 году помог команде завоевать пятый подряд Кубок Ирландии (для Берна он стал четвёртым).
В 1933 году стал первым игроком из Лиги Ирландии, перешедшим в «Манчестер Юнайтед» (вместе с другим ирландцем Билли Биэном). 21 октября 1933 года забил гол в своём дебютном матче за «Юнайтед» в ворота «Бери» на стадионе «Гигг Лейн». 26 декабря 1933 года сделал «дубль» в матче против «Гримсби Таун», что не спасло «Манчестер Юнайтед» от выездного разгрома со счётом 7:3. Всего провёл за «Юнайтед» четыре матча в лиге. В феврале 1934 года покинул клуб, став игроком североирландского «Колрейна».
В дальнейшем играл за североирландские клубы «Гленторан», «Ларн», вновь за «Шемрок Роверс», ирландские клубы «Хаммонд Лейн» и «Брайдвилль». В 1939 году завершил карьеру в ирландском «Шелбурне».

## Карьера в сборной
С 1929 по 1934 год выступал за сборную Ирландского Свободного государства. Является единственным игроком, сыгравшим за сборную Ирландии, будучи игроком «Шемрок Роверс» и «Шелбурна». В своём дебютном матче за сборную против Бельгии на стадионе «Далимаунт-Парк» 20 апреля 1929 года отличился забитым мячом. Впоследствии провёл ещё два матча за сборную.

## Достижения
Шемрок Роверс
- Чемпион Ирландии (3): 1926/27, 1931/32, 1935/36
- Обладатель Кубка Ирландии (4): 1930, 1931, 1932, 1933
- Обладатель Суперкубка Ирландии: 1926/27
- Обладатель Большого кубка Ленстера (3): 1929, 1930, 1933
- Обладатель Президентского кубка Футбольной ассоциации Ленстера (2): 1929/30, 1933/34

Шелбурн
- Чемпион Ирландии: 1928/29

Личные достижения
- Лучший бомбардир Лиги Ирландии: 1926/27